# Maison de la Négritude
La Maison de la Négritude et des Droits de l'Homme est un musée, lieu de mémoire autour de l'esclavage des Noirs, situé au centre de la ville de Champagney  en Haute-Saône dans l'est de la France. Elle rappelle que les habitants de ce village se sont indignés de la pratique de l'esclavage des Noirs dès 1789. Elle permet également d'appréhender des sujets tels que les traites négrières, la négritude, les droits de l'homme, l'esclavage et son abolition.
L'exposition est présentée la première fois en 1971 dans l'ancien collège. Les locaux actuels de Maison de la Négritude ont été inaugurés en 1995. La muséographie est modernisée entre 2017 et 2020. Le bâtiment est agrandi en 2023-2024.

## Localisation
La Maison de la Négritude est un musée municipal, il est situé 24, grande rue à Champagney dans le département de la Haute-Saône et la région française de Bourgogne-Franche-Comté.

## Organisation du bâtiment et collection
Le musée occupe d'abord une partie de la mairie et de l’ancienne école et change à plusieurs reprises de locaux. Sa collection s'étoffe progressivement grâce aux dons. L'exposition est finalement installée dans ses locaux définitifs en 1995. La reproduction d'un entrepont de navire occupe un espace central dans l'une des trois salles d'exposition et montre les conditions du transport lors des traites négrières.

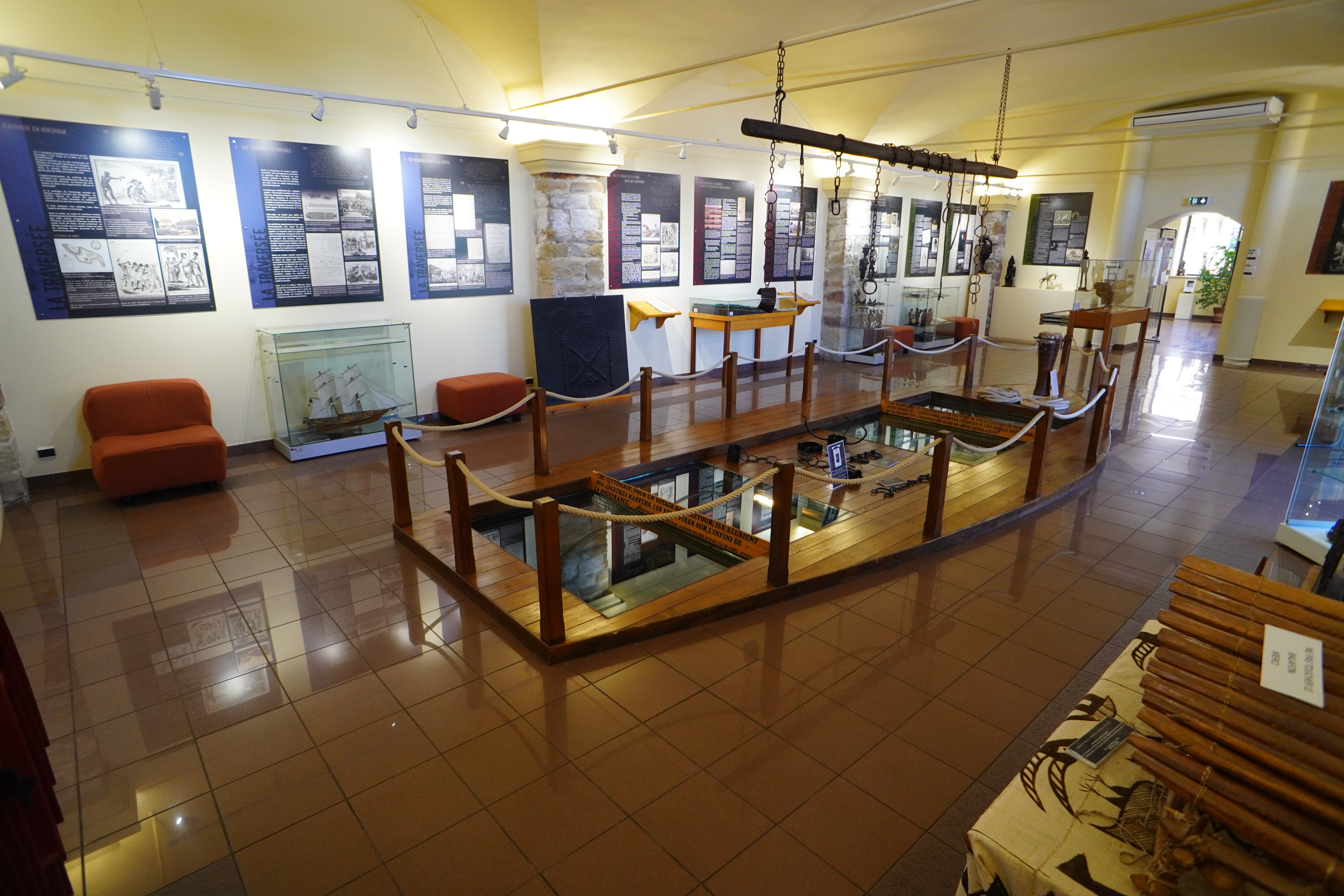
Vue d’ensemble de la salle principale avec la muséographie renouvelée en 2019.
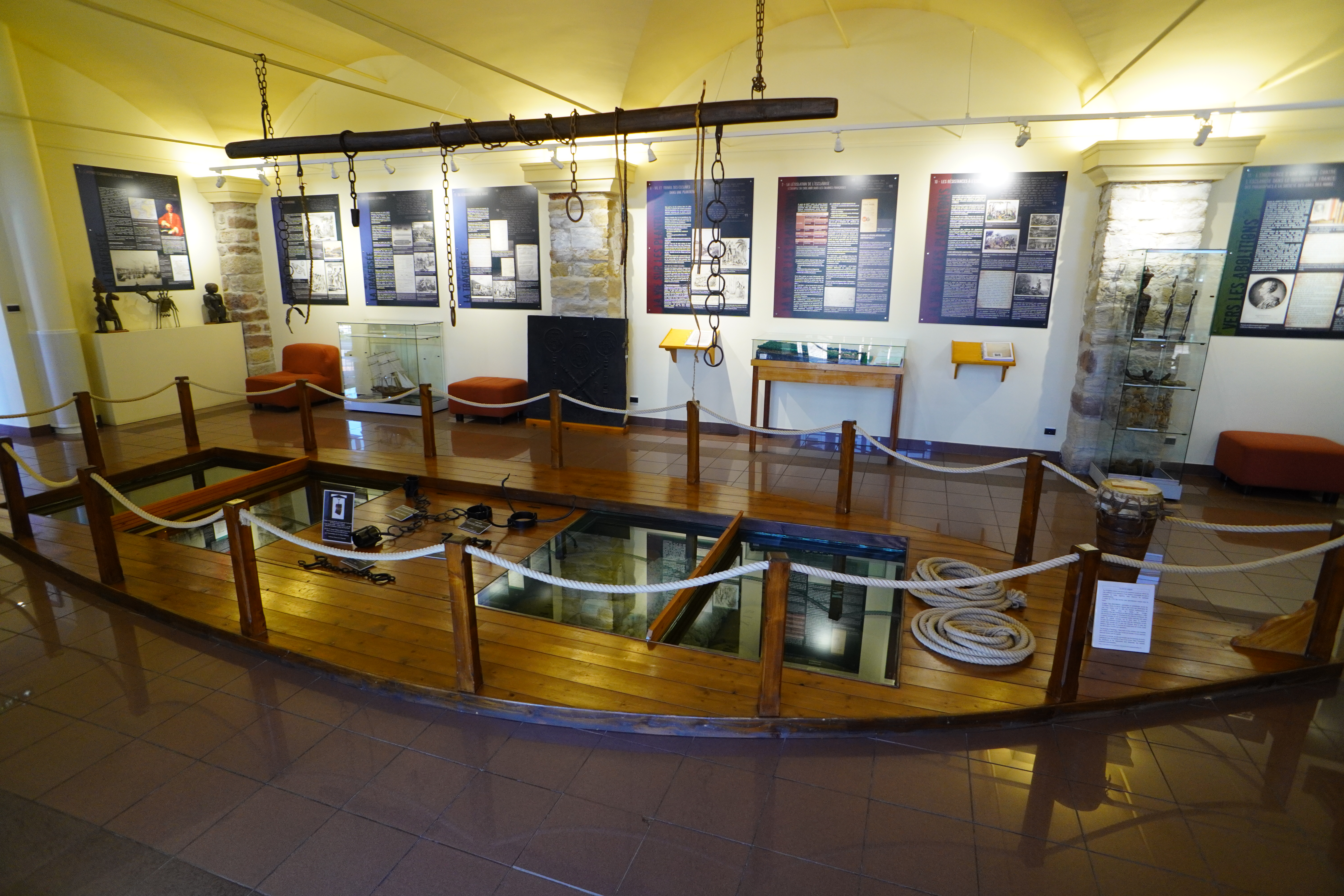
L'entrepont de navire reconstitué dans la même salle.
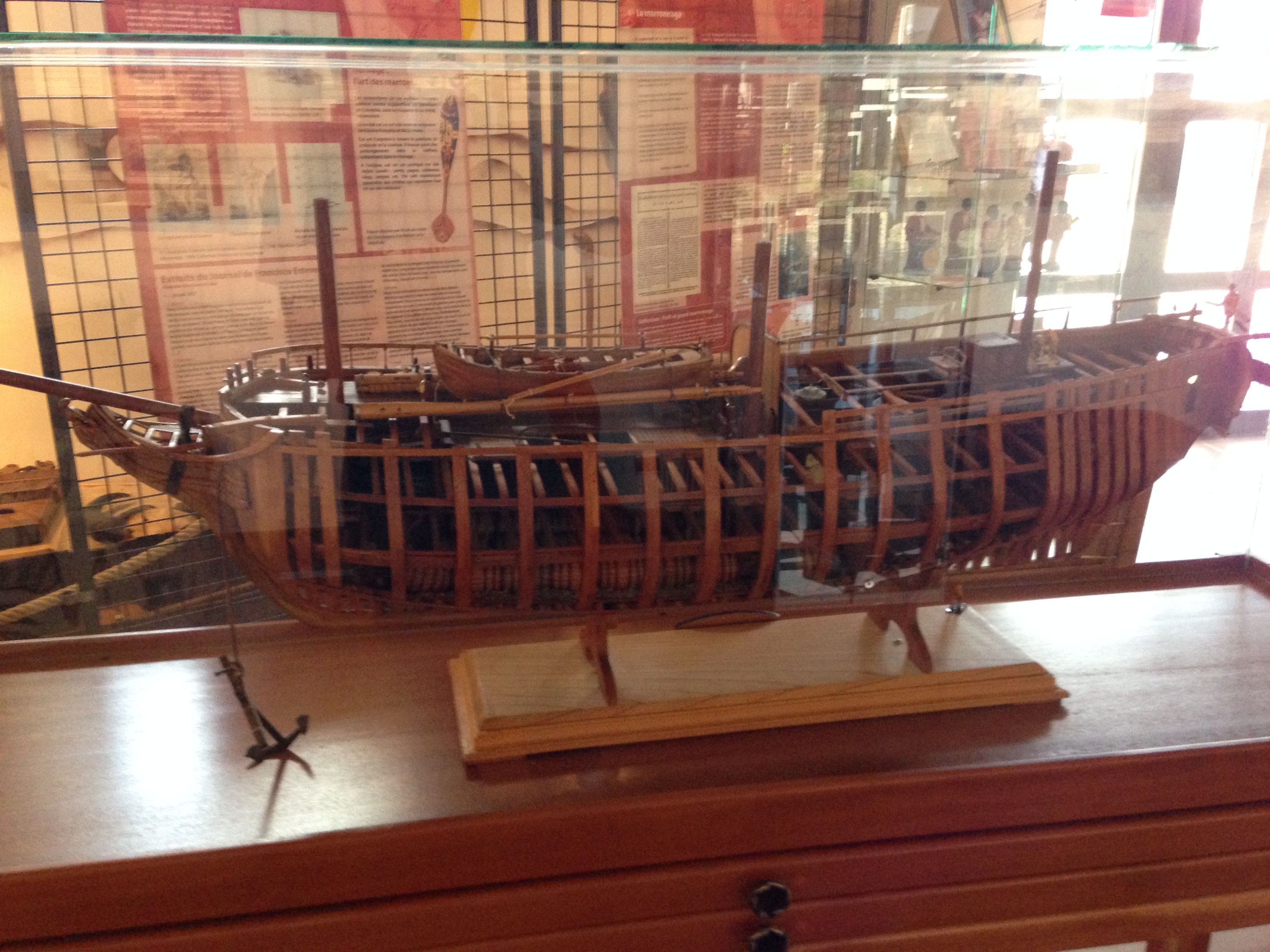
Maquette du navire négrier l'Aurore.
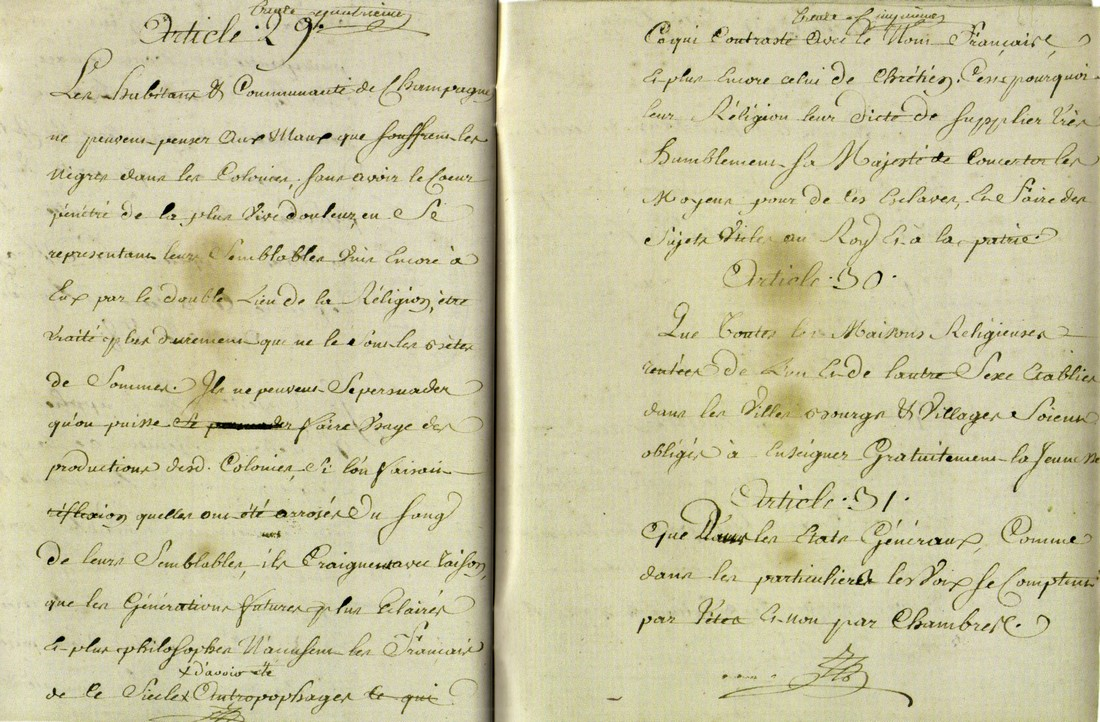
L'article 29 du cahier de doléances des habitants de Champagney.

La Maison de la Négritude s'ouvre également sur les formes contemporaines de violations des droits de l'Homme.

## Histoire

### Contexte
Champagney fut l'une des rares communautés villageoises françaises à condamner l'esclavage. L'article 29 du cahier de doléances, dit Vœu de Champagney,, écrit à la suite de la convocation des États Généraux en 1789, condamne l'esclavage des noirs et en demande l'abolition. Les habitants de Champagney auraient entendu parler de cette pratique par Jacques-Antoine Priqueler, garde du corps de Louis XVI en congé dans son village natal. À cette époque, le seul Noir connu des habitants de Champagney se trouve alors sur un tableau de leur église représentant l'adoration des Mages. Il s'agit du roi Balthazar.

### Musée

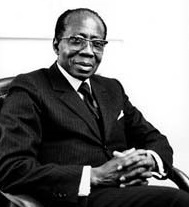
Léopold Sédar Senghor.

En souvenir de cet acte, la ville a ouvert en 1971 dans l'ancien collège un musée dit « Maison de la Négritude » à l'initiative de  René Simonin et qui retrace l'histoire de l'esclavage et son abolition. Ce musée a été parrainé par Léopold Sédar Senghor, à l'époque président de la République du Sénégal.
La Maison de la Négritude et des Droits de l'Homme fait partie du réseau « route des abolitions de l'esclavage » créé en 2004, qui comporte cinq sites répartis dans le grand est de la France.
Les actuels locaux de Maison de la Négritude ont été inaugurés en 1995 en présence de Boubacar Joseph Ndiaye, conservateur de la Maison des Esclaves de l'île de Gorée. Ils reçoivent la visite du premier ministre Lionel Jospin le 26 avril 1998 à l'occasion du 150e anniversaire du Décret d'abolition de l'esclavage du 27 avril 1848. En 2007, un membre de l’association des Amis du Vœu de Champagney et de sa Maison de la Négritude présente la Maison de la Négritude à Aimé Césaire qui en devient le président d’honneur.
Le président de la République, François Hollande, y effectue une visite officielle le 7 avril 2017.
En août 2016, la municipalité décide de lancer un appel aux dons et au financement participatif pour moderniser la muséographie, notamment avec des outils numériques, pour un coût estimé à 120 000 €. Les mécènes sont remerciés en mars 2017 à l'issue de la campagne de financement. La muséographie de la troisième salle est modernisée en 2017, celle de la seconde est actualisée en 2019 puis celle de la salle consacrée au Vœu de Champagney est renouvelée en 2020.
Depuis le début du XXIe siècle, la fréquentation annuelle du musée a doublé passant de 3 000 à 6 000 visiteurs, la progression est encore plus forte pour les scolaires dont la fréquentation a quintuplé passant de 300 à 1 500 visiteurs par an. Un nouveau bâtiment de 50 m2 accolé à l'existant est construit en 2023, achevé en 2024, pour accueillir des vestiaires, des sanitaires, des rangements et une salle multi-activités notamment destinée aux expositions temporaires et aux visiteurs scolaires.